# 握衍ク鞮単于
握衍朐鞮 単于（あくえんくてい ぜんう、拼音：Wòyǎnqúdī Chányú、? - 紀元前58年）は、中国前漢時代の匈奴の単于。烏維単于の来孫（玄孫の子）。握衍朐鞮単于というのは単于号で、姓は攣鞮氏、名は屠耆堂（ときとう）という。

## 生涯
地節2年（前68年）、屠耆堂は父に代わって右賢王となり、まもなくして虚閭権渠単于によって退けられた顓渠閼氏と私通するようになった。
神爵2年（前60年）、虚閭権渠単于が亡くなると郝宿王の刑未央は人を遣わして諸王の招集をかけた。しかし、顓渠閼氏とその弟の左大且渠の都隆奇はまだ諸王が招集しないうちに右賢王の屠耆堂を立てて握衍朐鞮単于としてしまう。即位した握衍朐鞮単于はさっそく漢と和親を結ぶべく、弟の伊酋若王の勝之を遣わし漢に入朝させた。一方で虚閭権渠単于時の用事貴人や郝宿王の刑未央らを殺し、顓渠閼氏の弟の都隆奇を任用し、さらに虚閭権渠単于の子弟近親を罷免して自らの子弟をこれに代えた。虚閭権渠単于の子の稽侯狦は即位できなかったので、妻の父である烏禅幕の所へ亡帰した。この年、以前から握衍朐鞮単于と不和であった日逐王の先賢撣が漢に帰順したので、漢は日逐王を封じて帰徳侯とした。そこで握衍朐鞮単于は新たに従兄の薄胥堂を日逐王に任じた。
神爵3年（前59年）、握衍朐鞮単于は先賢撣の2人の弟を殺した。この際、烏禅幕は助命を懇願したが、握衍朐鞮単于がそれを聞き入れなかったので、単于を強く怨むようになった。その後、左薁鞬王が死ぬと、握衍朐鞮単于は自分の末子を立てて薁鞬王とし、単于庭（本拠地）に留めた。しかし、薁鞬貴人は共に故薁鞬王の子を立てて王とし、東へ遷った。握衍朐鞮単于は右丞相に1万騎を率いさせてこれを撃たせたが、逆に数千人を失って敗北した。このころから握衍朐鞮単于はその暴虐殺伐のせいで、国中から附かれなくなっていた。また、太子左賢王が何度か左地貴人をそしったため、左地貴人たちは怨むようになった。
神爵4年（前58年）、東方の烏桓族が匈奴東辺の姑夕王を撃ち、多くの人民を手に入れたので、握衍朐鞮単于は激怒した。これに恐れた姑夕王は、すぐさま烏禅幕や左地貴人らと共に虚閭権渠単于の子の稽侯狦を立てて呼韓邪単于とし、左地の兵4～5万人を発して、西の握衍朐鞮単于を撃つべく姑且水の北に至った。しかし、握衍朐鞮単于の兵は戦わずして敗走してしまう。そこで握衍朐鞮単于は弟の右賢王に救援を求めたが応じてもらえず、握衍朐鞮単于は怒り怨んで自殺した。左大且渠の都隆奇は右賢王の所へ亡命し、その民衆はことごとく呼韓邪単于に降った。

## 参考資料
- 『漢書』（匈奴伝上）